# Michaëlkerk (Leersum)
De Michaëlkerk is een Nederlands Hervormde kerk die staat aan de Rijksstraatweg 78 in het centrum van Leersum. De stenen kerk in Romaanse stijl was oorspronkelijk gebouwd als een eenbeukig schip zonder toren en een klein koor. De huidige toren is er later bij gebouwd.

## Geschiedenis

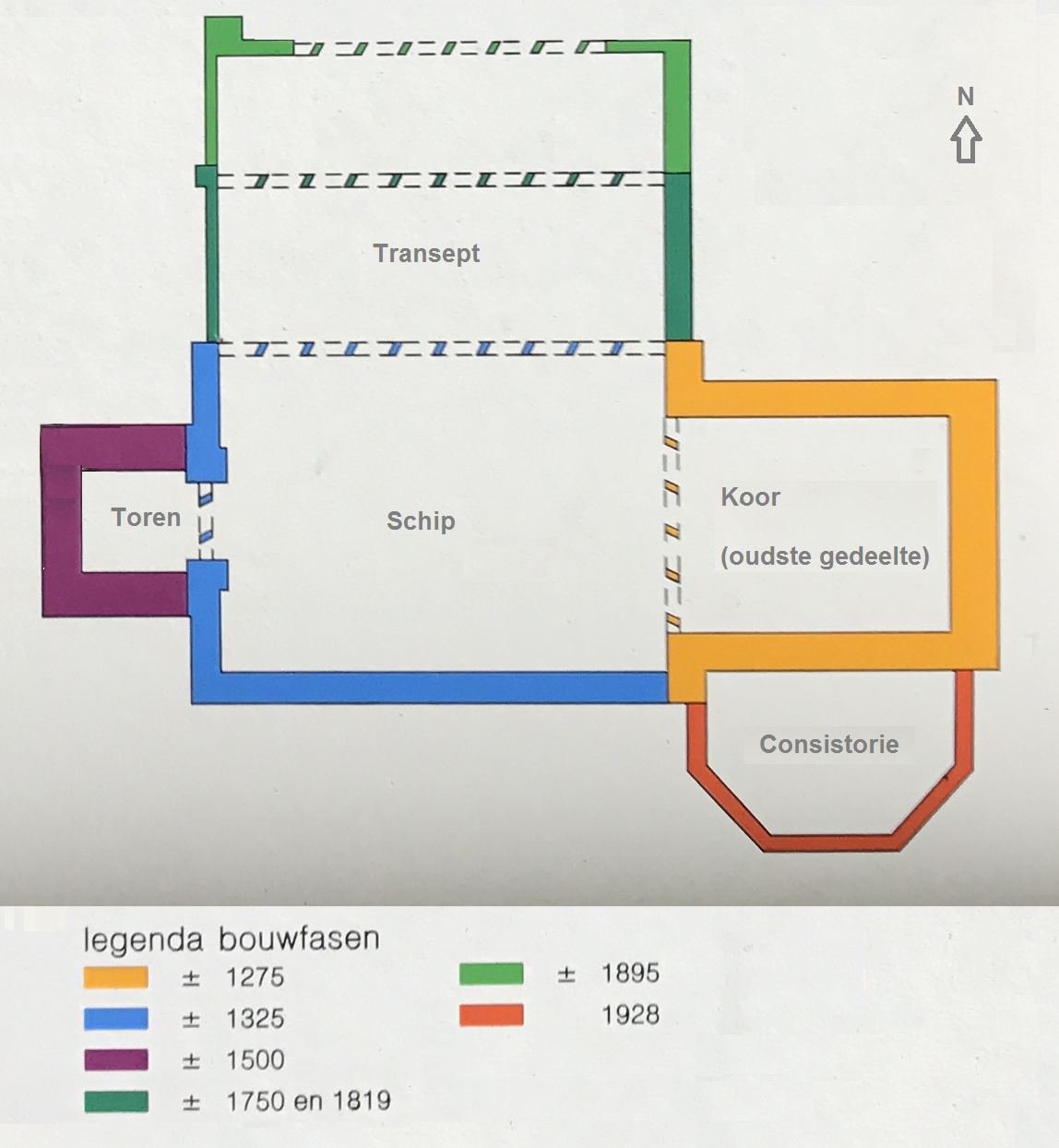
Historische plattegrond Michaëlkerk, Leersum

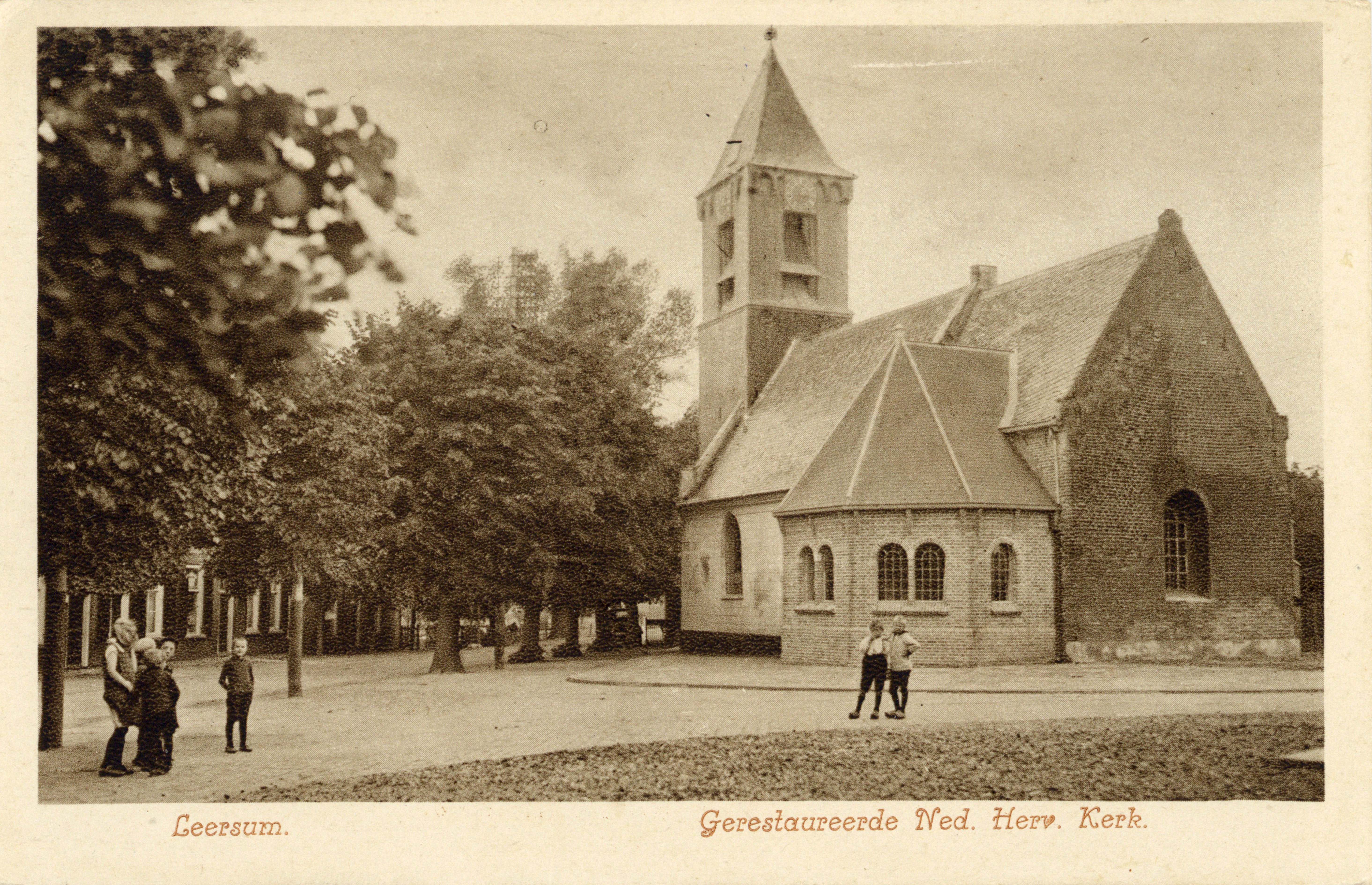
Michaëlkerk, Leersum (1929). Zuidoostzijde. Met links de consistorie en rechts het koor.

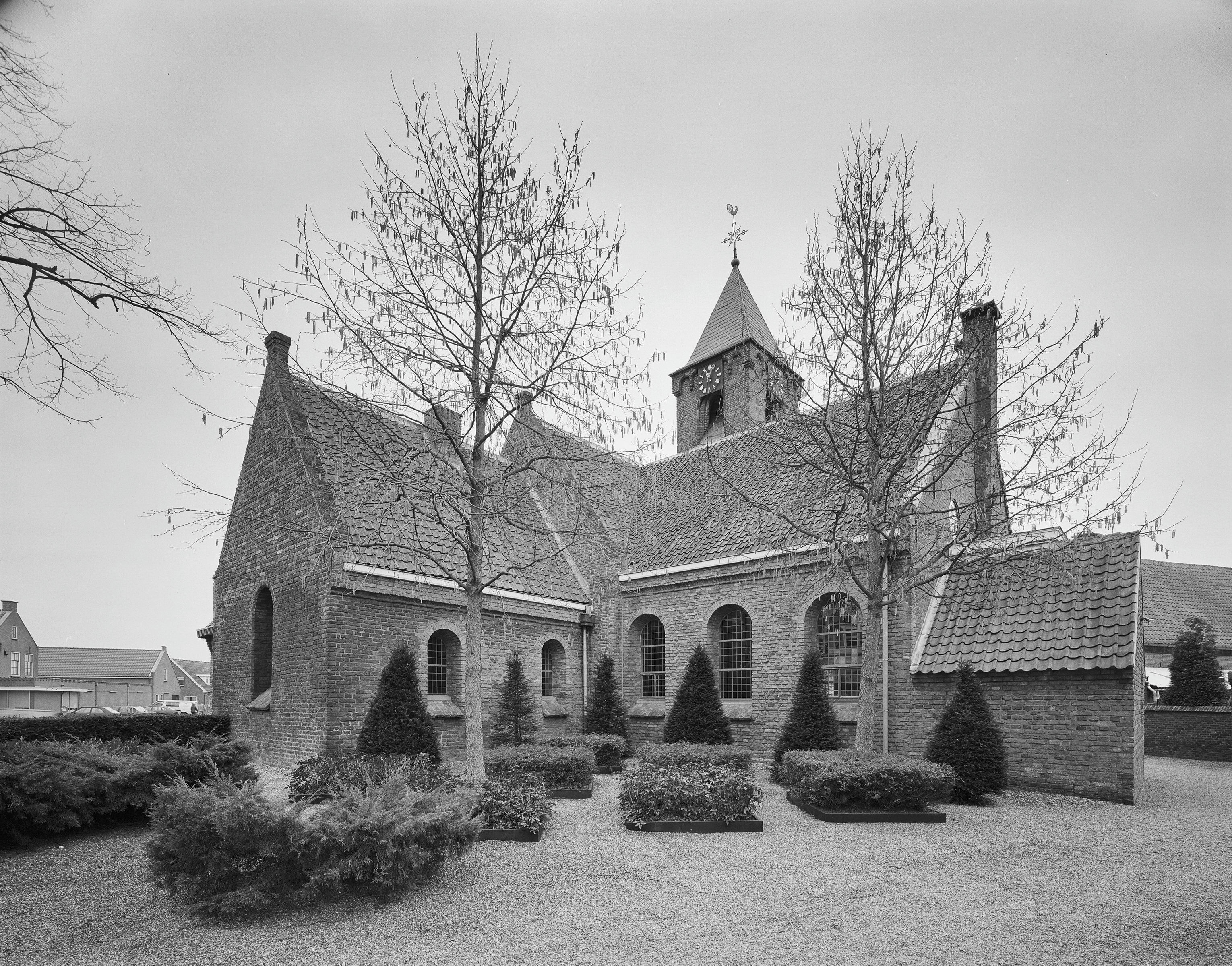
Noordoostzijde (1998). Met links het koor en rechts het later aangebouwde transept.

De bouw van de Michaëlkerk dateert uit de tweede helft van de dertiende of het begin van de veertiende eeuw. Nadat er vermoedelijk eerst op deze plek een houten kerk heeft gestaan, is er rond 1300 een eenvoudige stenen kerk  met eenbeukig schip verrezen. De kerk werd gebouwd zonder toren: die is er twee eeuwen later (in 1500) bijgekomen. Door de tijd heen zijn er diverse zaken aan de kerk aangepast. De huidige vensters in het schip dateren van rond 1700. Ook is het gebouw meermalen vergroot. Het schip, met een preekstoel uit 1676, is richting het noorden in meerdere stappen uitgebreid met een enkel transept (dwarsschip) in respectievelijk: 1750, 1819 en 1895. Bij het koor is in 1928 een kapel aangebouwd bedoeld als consistorie. In de kerktoren bevindt zich een mechanisch smeedijzeren uurwerk en er hangt een luidklok (diameter 60,3 cm) met het opschrift: Soli Deo Gloria. Cornelis Ammerois fecit met 1597.

### Grafkelder
Onder het koor van de kerk bevindt zich de grafkelder van Frederik van Nassau Zuylestein en zijn zoon Willem, die respectievelijk in 1672 en 1708 overleden zijn.

## Galerij

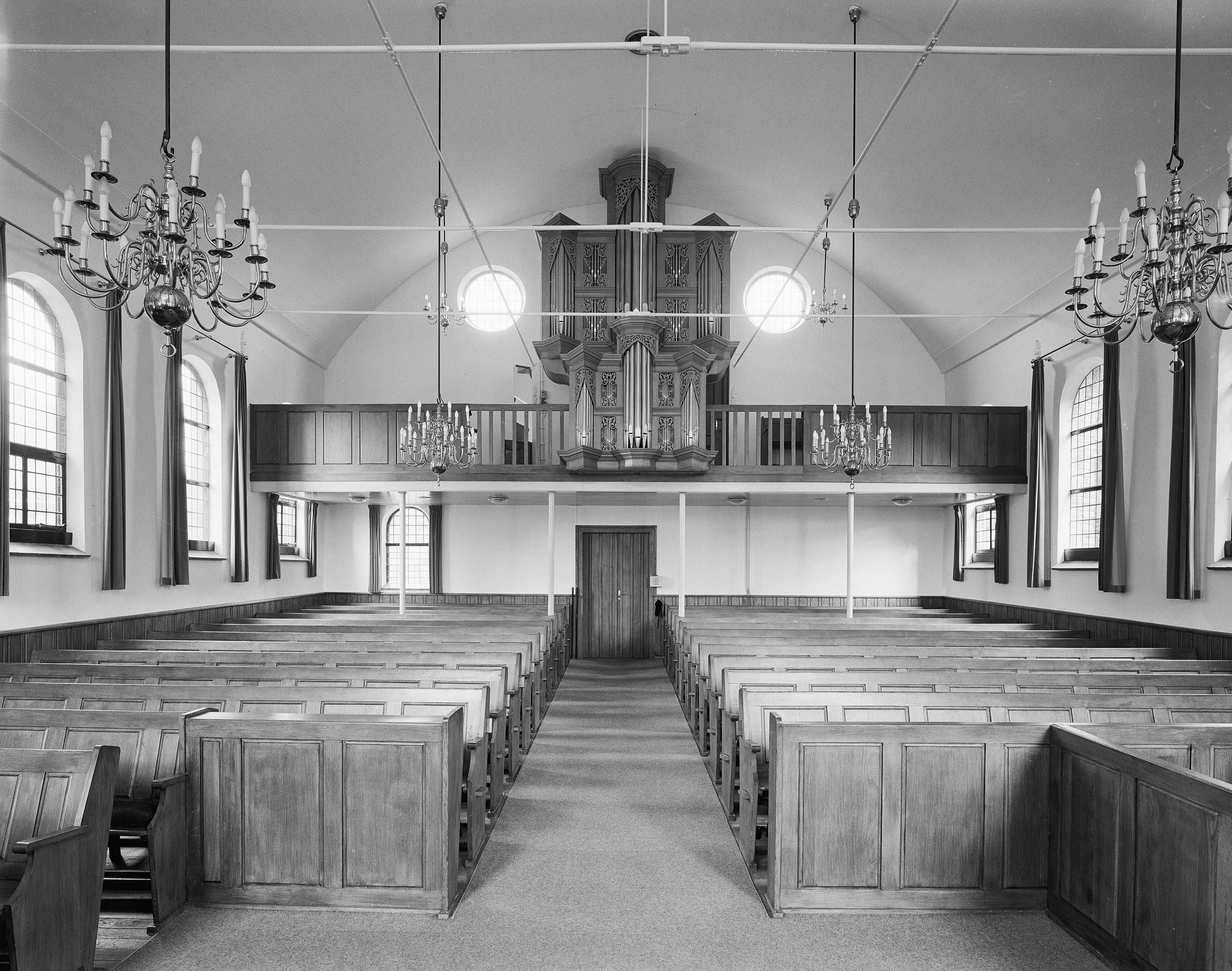
Interieur: zicht op het orgel (noorden)
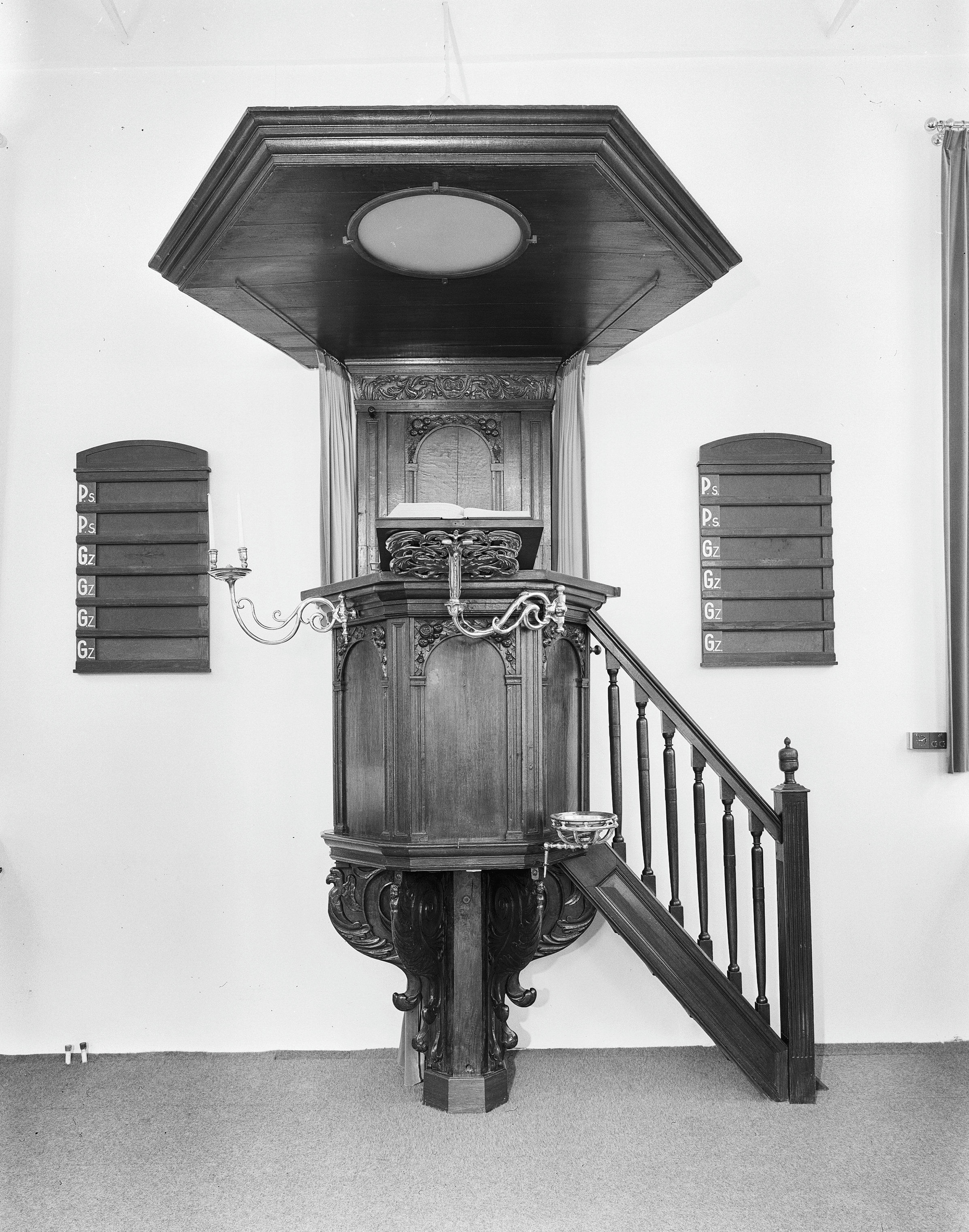
Preekstoel (zuidwand)
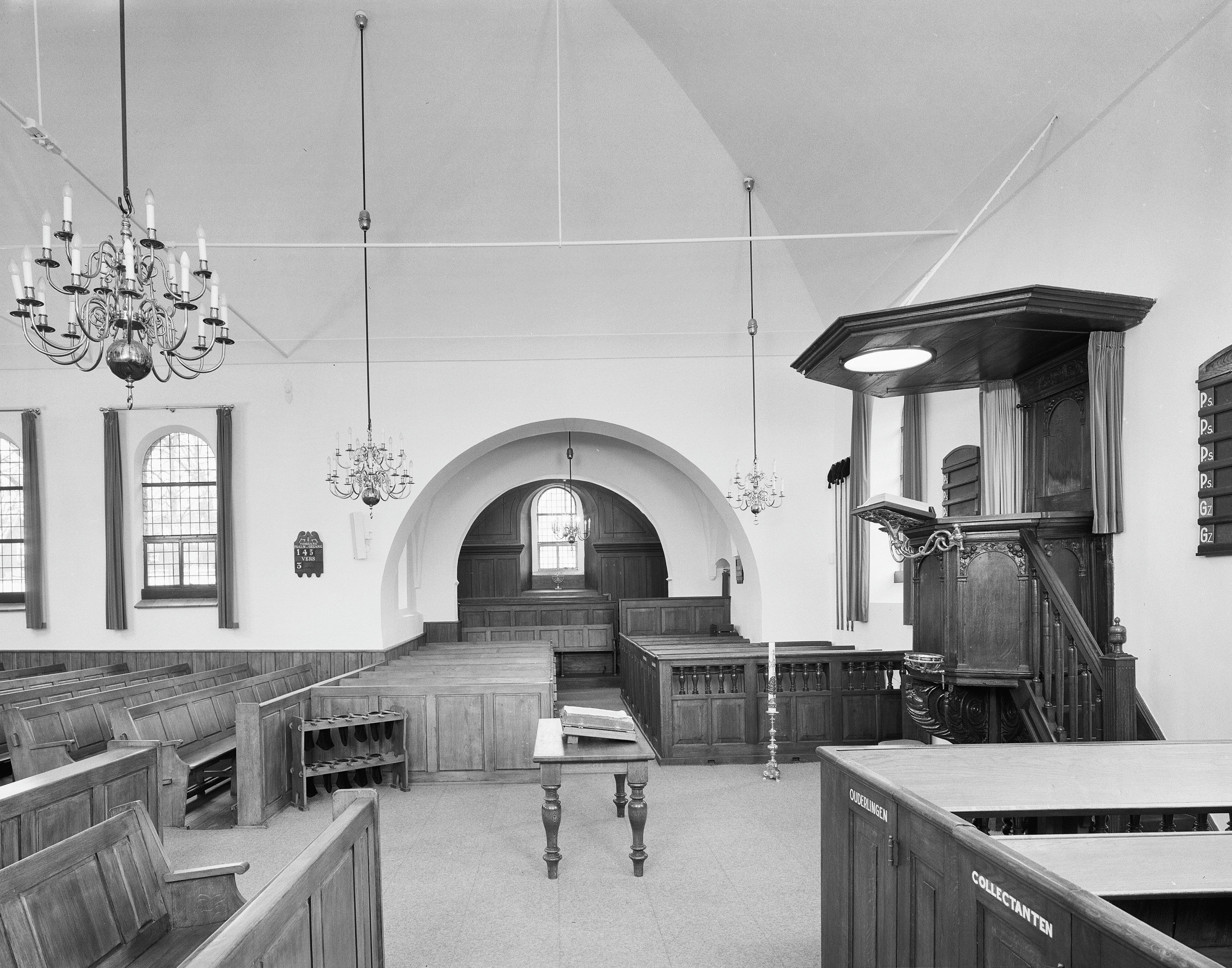
Interieur: zicht naar het oosten
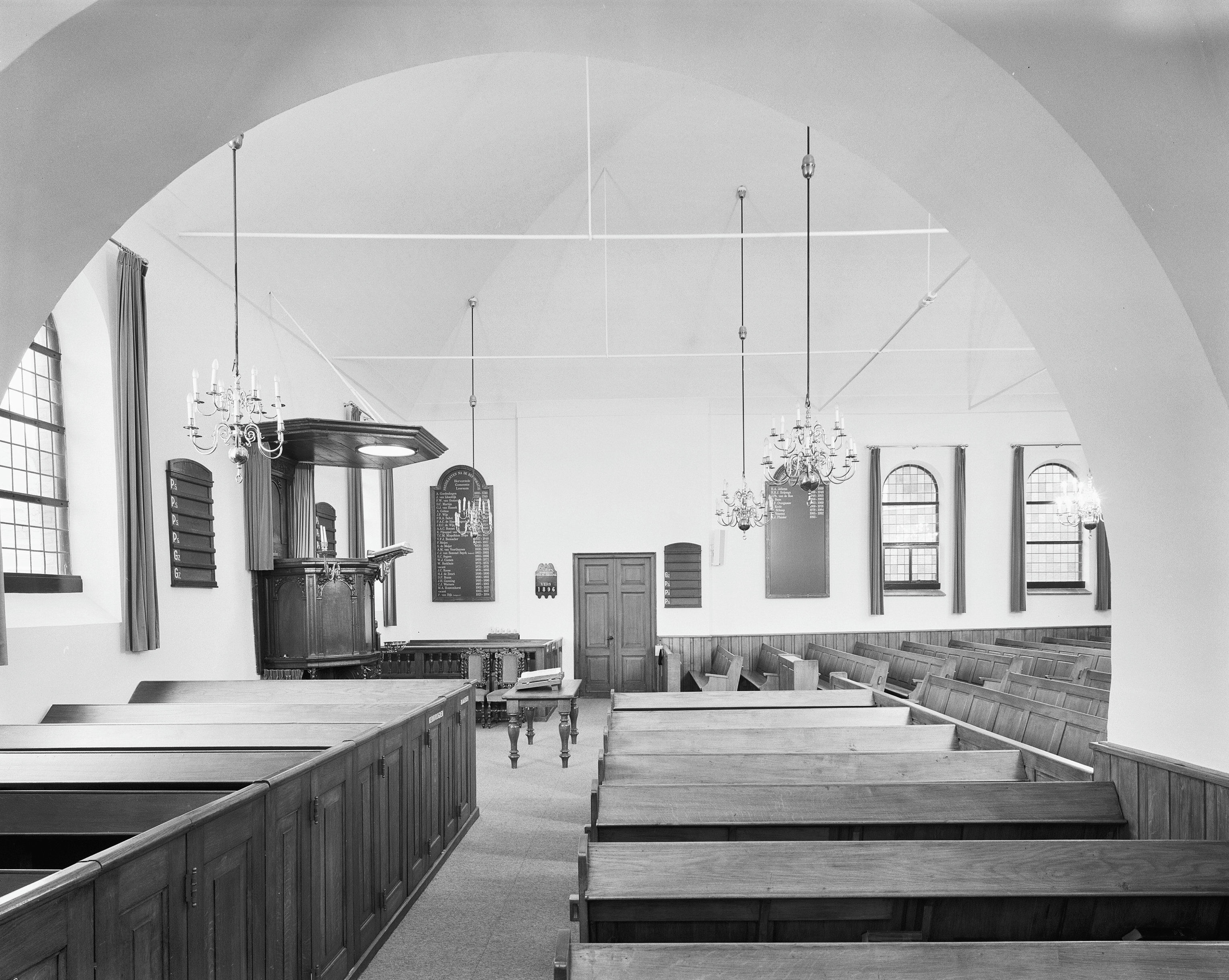
Interieur: zicht naar het westen